# Chiesa di San Giacomo (Nughedu Santa Vittoria)
La chiesa di San Giacomo è un luogo di culto ubicato nel centro storico di Nughedu Santa Vittoria, piccolo abitato ai margini del Barigadu, regione storica della Sardegna centrale. Edificata e consacrata al culto cattolico, anticamente compresa nella diocesi del Barigadu fa oggi parte dell'arcidiocesi di Oristano. È sede dell'omonima parrocchia.
L'epigrafe un tempo collocata nel coro e oggi scomparsa "PROCVRANTE GREGORIO PLASSA HOC OPVS PERFECTVM FVIT ANNO A NATIVITATE DOMINI M. DC. XXXIIII" , riportata dal presbitero Vittorio Angius, indicava la data del 1634, quando procuratore era Gregorio Plassa, come anno di fine lavori con ogni probabilità della parte interna della chiesa. Tale data si trova incisa anche nella chiave di volta del presbiterio. Al 1674, numero inciso nel timpano del portale, risalirebbe invece la conclusione della parte esterna dell'edificio.

## Descrizione
La chiesa è stata edificata in conci di trachite a vista e, rialzata rispetto al piano stradale, è preceduta da due brevi scalinate. La facciata comprende un ampio portale tardomanieristico con arco a tutto sesto, sovrastato da un timpano curvilineo spezzato che poggia su semicolonne. Poco sopra un cornicione di mezzeria, composto di vari elementi ornamentali in rilievo, divide in due ordini il prospetto che, ancora più sopra, in asse al portale presenta un grande rosone ornato di dentelli. La facciata si conclude con un coronamento piatto arricchito di merlature a tridente poste ai lati della croce litica che si trova in posizione centrale. Sul lato sinistro, non in aderenza all'edificio, è presente un piccolo campaniletto.
L'interno presenta un'aula a navata unica sorretta da archi a sesto acuto e cappelle laterali voltate a botte. Il vano presbiteriale, a pianta quadrata, risulta più stretto e basso rispetto al resto dell'edificio col quale si raccorda attraverso alcuni scalini.